# BT戦車

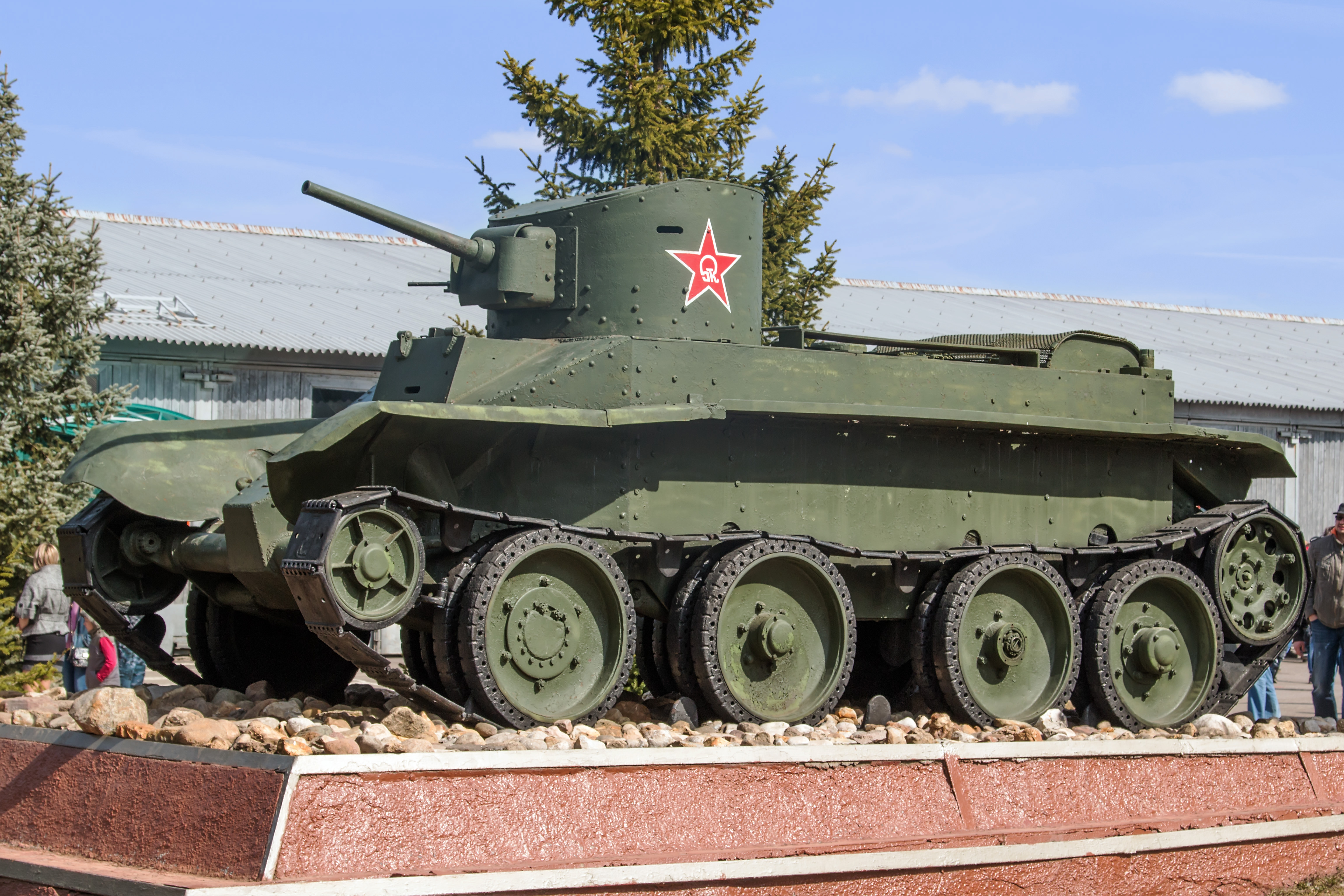
BT戦車の最初の量産型、BT-2

BT戦車（ベーテーせんしゃ、ロシア語:Быстроходные танкиブィストラホードヌィイェ・ターンキ、略称:БТベテー）は、第二次世界大戦前にソ連が開発した一連の戦車である。
「BT」とはロシア語で「素早い戦車」を意味する「Быстрый танк」の頭文字をとったもので、「快速戦車」などと訳される。赤軍では「BT」の愛称形「ベテーシュカ」（бэтэ́шкаベテーシュカ）または「ベートゥシュカ」（бе́тушкаビェートゥシュカ）、卑称形「ベートカ」（Бе́ткаビェートカ）で呼んだ。ドイツ軍からは、二枚のハッチを開いた1937年型以降の砲塔の見た目から「ミッキーマウス」というニックネームがつけられた。

## 開発の経緯
BTの設計はアメリカ人ジョン・W・クリスティーが開発したM1928、およびM1940という戦車に由来する。M1940はM1928の砲塔の無いデモンストレーションモデルで、1930年代初めの開発にもかかわらず、先進性を主張した形式番号であった。クリスティーはアメリカで様々な戦車を開発していたが、彼の独創的なアイデアは保守的な軍幹部の興味を惹くことができず、またクリスティーの発明家にありがちな尊大で気まぐれな性格のために売り込みの結果は芳しくなく、本国では少数の使用に止まったが、イギリス・ソ連では彼のアイデアを受け継ぐ巡航戦車・快速戦車が開発された。

### BT戦車の誕生
新たな戦車ドクトリンに基づいて高速戦車を求めていたソ連軍は、カニンガムT1軽戦車（32km/h）を購入するために、1928年10月に赤軍兵器本部機械化自動車化局のハレプスキー局長を極秘裏に渡米させた。彼はそこで、アメリカ人発明家 ジョン・W・クリスティーの開発した、装輪装軌両用式のクリスティー戦車（M1928で装輪走行時111.4km/h、履帯装着時68.5km/h）の存在を知り、カニンガムT1軽戦車に対する興味を失い、クリスティーとの粘り強い交渉の末、クリスティー戦車の購入に至った。
当時アメリカはソ連を国家として承認しておらず、米国務省は「ソ連との商取引は自己責任」という姿勢であったが、軍需品の取引は禁止していた。
ソ連がニューヨークに置いた通商代表部「AMTORG（アムトルグ）」が、唯一の商取引の窓口であったが、ここは諜報機関でもあった。
アムトルグはクリスティーの試作戦車の入手を企図し、1930（昭和5）年4月に、2両の「M1940（＝M1930）」を6万ドル（当時レートで約20万円）で、スペアパーツ類を4000ドルで、購入し、さらに10年間のソ連国内での生産、販売、使用の権利（ライセンス）も取得する契約を、クリスティーと結んだ。
2輌の「M1940（＝M1930）」は、農業用トラクター名目で書類が作られ、米国務省や米陸軍省の承認無しに、ソ連に輸出された。
開発はウクライナ・ソヴィエト社会主義共和国のハリコフで行われた。輸入した2輌の「M1940（＝M1930）」を使って1931年3月から試験を開始し、その結果を基に各部を強化するなどして、最初の量産型BT-2を開発した。
BT-2の原型よりの改良ポイントとしては、砲塔の新設、車体前部形状の変更、操縦士ハッチの変更、アルミ合金製の転輪をスポーク型の鋳造製、また後にプレス鋼板製に変更、途中から前部フェンダーの増設などである。
BT-2の成功に気を良くしたソ連陸軍はその後BT-2を改良したBT-3、双砲塔型のBT-4といった試作型を経て、砲塔を大型化したBT-5、その改良型であるBT-7を生産した。各型を総計した生産台数は7000輌を上回る。
BT戦車で確立されたソ連軍中戦車の設計思想は、その後A-32試作戦車を経て改良型のA-34の開発に活かされ、傑作戦車T-34を生み出す基となる。
後にクリスティーは、「今思えばソ連に売り込んだことが良かったのか。後悔している」と語っている。

## 実戦での運用

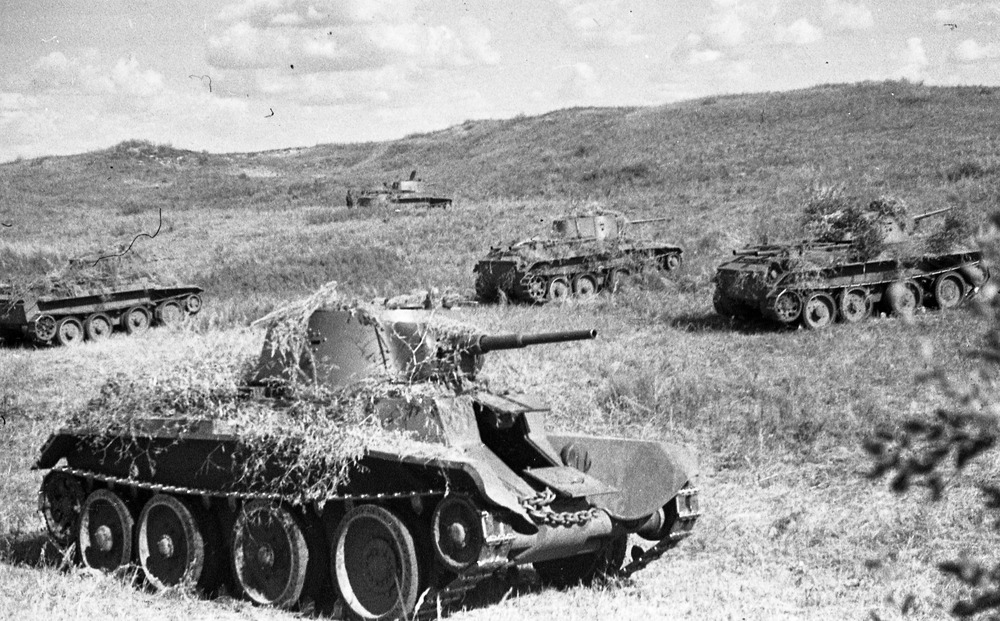
ノモンハン事件に投入されたBT-7

BTはスペイン内戦、張鼓峰事件、ノモンハン事件、ポーランド侵攻、冬戦争（第1次ソ連＝フィンランド戦争）等で使われた。高い機動力と当時としては強力な備砲はソ連戦車の特徴とも言え、各戦域で活躍したが、アジア方面以外ではその機動力を生かせず、投入されたBT-5、BT-7共に装甲の貧弱さが問題点で、対戦車砲や火炎瓶に悩まされた。
ソ連軍では第二次世界大戦開戦時にも多数が在籍しており、1941年に始まった独ソ戦でも戦ったが、開戦時の指揮系統の混乱、機甲戦術の未熟さ等の運用面での問題もあって緒戦で大損害を受け、急速に消耗しT-34に取って代わられていった。戦争中期には完全に陳腐化しており、初戦を生き延びたBTシリーズは皆後方部隊にまわされることになった。戦争正面である対独戦方面以外での機甲部隊の装備としては戦争を通じて装備され続けており、後方での訓練用にも用いられていた。1945年になってもザバイカル軍管区に残っていたものが満州侵攻に使われている。この際には日本軍が組織的な抵抗をほとんど行わなかったこともあり、快速性を活かして活躍した。

### ドイツ軍での運用
ドイツ軍は独ソ戦の初頭、1941年に大量のBT戦車を鹵獲し、ラトビアのリガに設けた兵器廠で修理・整備の後Panzerkampfwagen BT 742(r)の名称を与えた。
しかし、鹵獲車両の大半が戦闘時の損傷もしくは製造段階からの不具合を抱えたものであったため、実用車両としてドイツ軍の基準を満たすレベルに再生されたものは大した数がなく、実際には鹵獲両数に比べ少数が配備されたのみである。
BT742(r)はドイツ国防軍の捕獲戦車部隊、および親衛隊の秩序警察（Ordnungspolizei：通称“オルポ”）の重装備部隊に配備されたが、実際に運用した将兵には「工業製品としての品質が低い」「多数の問題点があり戦車としての性能が低い」と不評であった。秩序警察では東部戦線後方でのパルチザン掃討任務に少なくとも1944年まではBT742(r)を使用している。

### フィンランド軍での運用
フィンランドでは1939年から1944年にかけてのソ芬戦争（冬戦争・継続戦争）において多数のBTシリーズ（その大半はBT-7であった）を鹵獲し、T-26と共にフィンランド軍戦車部隊の主力として使用した。
1942年には鹵獲したBT-7を独自に改造した自走砲（突撃砲）が製作されている（後述の#ソビエト以外での派生型を参照）。

## 特徴
BT戦車の構造は全体的に原型となったクリスティー戦車を踏襲している。M1928から採用された「クリスティー式懸架装置」は、大直径転輪とストロークの大きいコイルスプリングによるサスペンションの組み合わせで、これに航空機用の大馬力エンジンを用いることで高速走行を実現していた。装甲自体は薄かったが、代わりに車体前面は傾斜し、避弾経始を取り入れていた。
エンジンには同じクリスティー戦車の子孫であるイギリスの巡航戦車同様、アメリカのリバティ エンジンの国産版であるV型12気筒M-5を搭載しているが、最初の100輌には間に合わず輸入したリバティーを使っている。初期にはクリスティー同様の単純な排気口や箱型マフラー（消音機）だったが、大型の円筒形マフラーに変更され、さらに単純な長い筒型排気管に改修されたものもある。エンジングリルの排気口は二枚の板が斜めに傾く単純な物で、当初クリスティー戦車同様にむき出しであったが、まもなく異物混入防止用の金網製カバーが装着された。これらは基本的に後のT-34まで踏襲された構造である。
BT戦車の一番の特徴は、原型となったクリスティー戦車同様履帯なしでも走行できることで、起動輪とそれに隣接する転輪（第4転輪）が複数のギアを介して接続されており、履帯を外しても起動輪から動力が転輪に伝達されることにより、装輪式の車両として走行することができた。履帯無しの状態では道路を高速で走行でき、戦場への移動には極めて有効であった。しかし、履帯の取り外しと再装着に時間がかかるため、戦場に到着した後にこの機能が使われることは少なかった。ノモンハンでは日本軍陣地に忍び寄るために騒音を発する履帯を外し、装輪機動を行ったという記録がある。
外国に公開された大規模演習でBTが存分に機動力を発揮する様を見たイギリス軍武官の報告は、以後のイギリスの巡航戦車の設計に影響を与えている。

## 各型および派生型
BT-1
アメリカから参考用に輸入した2輌の「M1940」もしくは「M1930」に、ソ連が与えた形式名。
古い文献では後述のBT-2の連装機関銃装備型を「BT-1」として記述している。
BT-2
最初の量産型。武装は円形砲塔にB-3(5K)・37mm砲、後からその右に7.62mmDT機関銃のポールマウント式銃架を備えたタイプが制式であるが、十分生産されないうちに45mm戦車砲の生産に移行し37mmの生産が打ち切られ、砲を搭載できたのは180輌に過ぎなかった。やむを得ず、残りの車輌は代わりにDA-2連装機関銃を搭載、こちらの方が440輌と多く生産されている。

BT-3
BT-2の設計図をアメリカ式のインチ－フィート記法からセンチメートル記法に変換したものとし、車体構造に部分的に溶接を取り入れ、サスペンションの改良、45mm砲を搭載するために砲塔の設計を変更する等の改修を加えた型。BT-2の最終ロットのうち僅かな車体部分がこの仕様に基づいて生産されたのみで、本格量産はなされなかったが、BT-5およびBT-7開発の基礎となった。
BT-4
キエフ工場で製作された、BT-3の車体に1人用砲塔を左右並列に2基搭載した多砲塔型。砲塔は「37mm砲および7.62mm機関銃各1基」「37mm砲2基」「7.62mm機関銃2基」のバリエーションがある。3両の試作のみで量産はなされなかった。
なお、生産されたものは砲塔を外したBTの車体のターレットリングを簡易的に塞ぎ、検討用に砲塔を搭載したモックアップモデルに等しいもので、本格的な実用車両は製作されていない。「BT-4」の名称で実用車両として使用されている写真が存在しているが、これらは画像をコラージュして製作された想像図である。
BT-5
装甲材質を向上させ、また主砲を37mm砲の拡大版である45mm20k戦車砲に強化した。砲塔は当初円形で後部に箱型バスル（外付けの雑具箱ではなく砲塔の一部）の付いた形状であったが、標準型ではバスル部が大型化され側面装甲と一体につながった物になった（同じ砲塔を持つT-26軽戦車と同様である）。一部は夜戦用に防盾上にサーチライトを二基装備しているが、これと車体前面のライトは無防備であり、最初の戦闘で30%が被弾による破損で使用不可能になったという。
機関室上面の異物混入防止用金網製カバーや大型マフラーは当初から標準装備で、マフラーはやはり筒型排気管に変更された。

BT-5TU
無線機が搭載された指揮戦車型。砲塔上のハチマキ状フレームアンテナで識別できる。無線機は上級部隊との連絡用で、個々の車両同士で無線で通信することはできない。無線を持たない僚車には手旗信号により指示が送られたが、実戦では上手く指示を伝達することができず、目立つアンテナはノモンハン事件では指揮戦車が最初に攻撃される原因となった。
RBT-5
1935年に試作された、砲塔の両脇に大型ロケット弾の発射装置を装備した試作火力支援車両。この他にもRS-132航空ロケット弾の発射レールを砲塔側面に装備した車両が試作されている。
BT-5PKh
防水構造としシュノーケル装置を備えた潜水戦車型。試作のみ。
PT-1
BT-5を基に、車体を艇体構造とし、車体後面に水上推進用のスクリュープロペラと舵を備える水陸両用戦車型。
1934年には試作車が完成してテストが行われ、結果は順調であったが、非常に高価な車両になることから量産は見送られた。
BT-5A
武装を76.2mm連隊砲（榴弾砲）に換装した近接支援型。試作のみで、量産されていない。

BT-6
車体構造を全溶接とした試作型。各部の接合が溶接となっている他はBT-5と同型だが、操縦手用の視察用展望塔部分が半円形となっていることが異なる。量産はなされなかった。
BT-7
BT-5を改良したもので、車体がリベット式から溶接式になり、新型のM-17Tエンジンが採用された他、燃料の搭載可能量も増加した。砲塔は基本的にはBT-5のものと同じだが、溶接式となり、ハッチが横に2つ並ぶ方式となっている。
後述の新砲塔型と区別するため、BT-5と同系の砲塔を搭載したものは「BT-7-1」、もしくは「BT-7 1935年型」とも呼ばれる。

BT-7TU
無線機が搭載された指揮戦車型。BT-5TUと同じハチマキ状フレームアンテナを装備している。同様に目立つアンテナは指揮戦車が最初に攻撃される原因となった。
BT-7-2
砲塔を新型の傾斜装甲型砲塔へと変更した型。砲塔の形式により「BT-7 1937年型」「BT-7 1938年型」および「BT-7 1939年型」の3種類の分類がなされている。
BT-7A
16.5口径76.2mm戦車砲 KT-28を搭載する火力支援型。新たに開発されたKT-28戦車砲搭載の2名用砲塔が搭載されている。1936年から翌年にかけて155両が生産された。
BT-7M
ディーゼルエンジンを搭載するなどの改良が施された改修型。
資料や文献によっては「BT-8」の呼称が用いられている。
OT-7
車体前部にKS-63火炎放射器を搭載し、車体上部両脇に発火剤のタンクを備えた火炎放射戦車型。
試作車両は1935年型をベースとし車体前部左側に火炎放射装置を装備しているが、生産型は1937年型をベースに車体前面上部右側に火炎放射装置を装備している。
ChBT-7
OT-7の試作型。車体ではなく主砲の代わりに火炎放射装置を搭載した砲塔を装備している。

BT-IS
BTシリーズの起動輪と最後尾転輪を接続する装輪式走行機構を車体側面上部左右内に通したドライブシャフトを介して駆動する方式に改め、操行用の最前部転輪（第1転輪）以外の左右3輪を駆動する方式に改めた試作車両。BT-2がベースのものからBT-5およびBT-7をベースにしたものまで各種が試作され、BT-5/7を基にしたものは車体側面の装甲板が傾斜装甲になっていることが特徴である。装輪走行時の駆動輪を第2～3転輪として全輪駆動に近い形としたため、装輪走行時でも路外走破性が高く、装軌走行中に片側の履帯が切れても走行不能になることがない、という利点があったが、構造が複雑になりすぎ信頼性と整備性が低い、という問題も生じた。
1930年代を通して開発と試験が行われ、1938年には量産型の発注がなされたが、同年中に計画中止となった。
BT-SV
BT-7 新砲塔型を元に、車体を傾斜装甲の組み合わせた新型車体とした試作車両。
1936年から1938年にかけて試作と研究が行われたが、量産はなされなかった。試験では高い対弾性を示し、T-34開発の参考とされた。
BT-SV-2
BT-SVの装甲厚を倍増させた発展型。総重量が大きくなりすぎて走行装置への負担が大きく、また馬力不足とされ、開発計画は中止された。

KBT-7
BT-7の車体に前／左右にボールマウント式機銃架を備えた固定式戦闘室を設置した指揮戦車型。試作のみ。
BT-BTR
BT-7の車体を基に、エンジンを前部に移してフロントエンジンとし、乗員2名（車長兼機銃手、操縦手）の他後部に兵員8名を収容できる兵員室を設けた装甲兵員輸送車型。1943年から1944年にかけてゴーリキー自動車工場（GAZ）で設計作業が行われ、幾つかの設計案が提出されたが、ペーパープランのみに終わった。

## ソビエト以外での派生型
BT-42
フィンランドが開発した自走砲（突撃砲）型。ソ連から鹵獲したBT-7の砲塔を拡大して容積を広げ、イギリス製のQF 4.5インチ榴弾砲（フィンランド名称 114H18）を搭載した。
1942年から1943年にかけて18両が改装され、フィンランド軍内では「クリスティ突撃砲」と呼ばれた。

BT-43
フィンランドが捕獲したBT-7を改造して製作された兵員輸送／多目的装甲車。砲塔を外したBT-7の車体上に木製のデッキを増設している。試作車1両のみが1943年11月に完成しテストが行われたが量産はなされず、試作車は1945年5月に廃棄された。